# Sofia (videojuego de 1987)
Sofia (ソフィア Sofia?) es un videojuego de acción y plataformas, fue lanzado para Sharp X1 en mayo de 1987 y MSX en 1988 solamente en Japón, fue desarrollado y publicado por Dempa Shinbunsha.
- Datos: Q109311916